# Rjavče
Rjavče este o localitate din comuna Ilirska Bistrica, Slovenia, cu o populație de 31 de locuitori.